# Itapecoá
Itapecoá é um distrito do município de Itapemirim, no Espírito Santo. O distrito possui  cerca de 1 500 habitantes e está situado na região norte do município.